# Polyommatus grumi
Polyommatus grumi är en fjärilsart som beskrevs av Otto Staudinger 1909. Polyommatus grumi ingår i släktet Polyommatus och familjen juvelvingar. Inga underarter finns listade i Catalogue of Life.